# Juda Galilejczyk

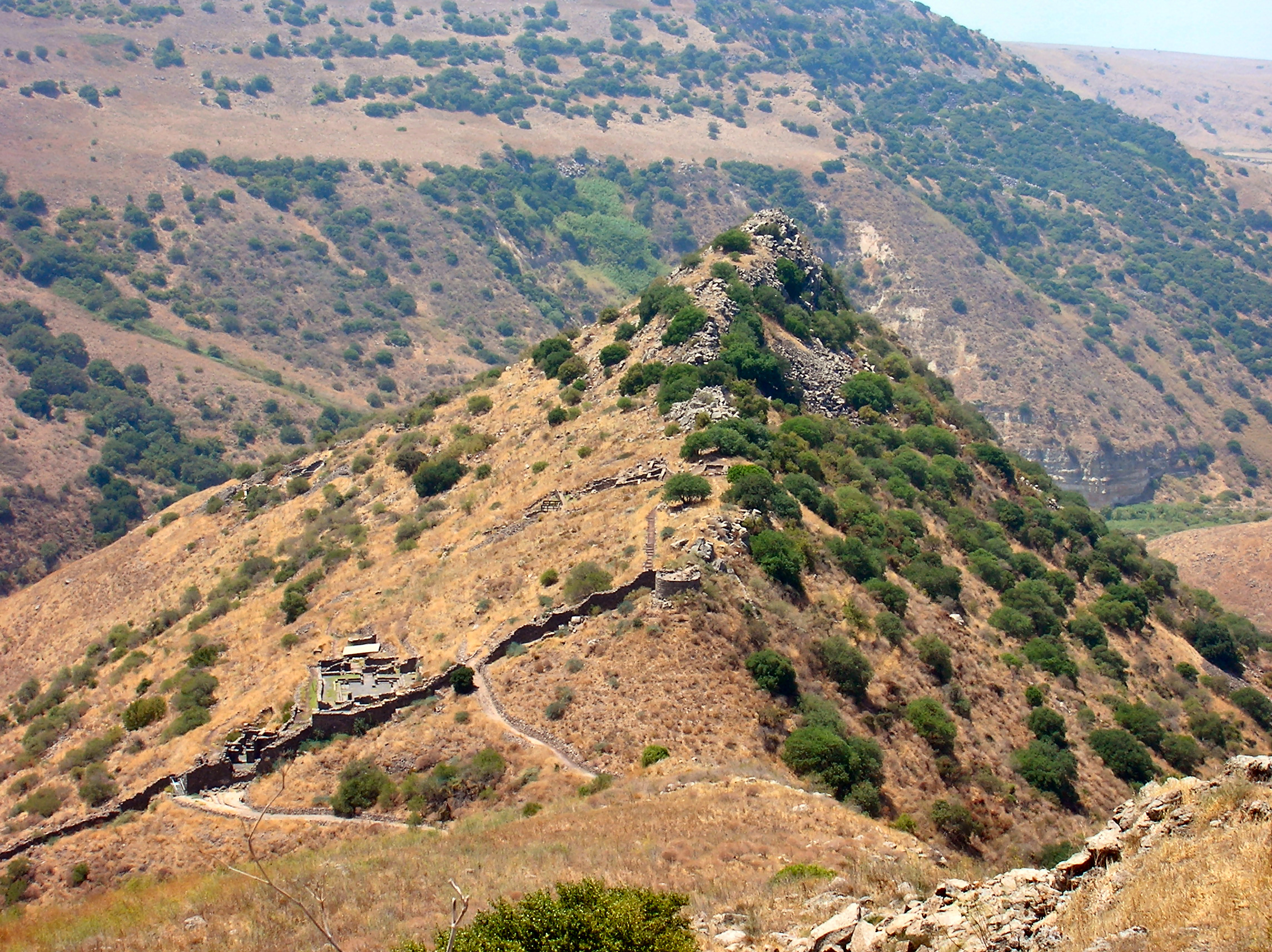
Ruiny miasta Gamala

Juda Galilejczyk, Juda z Galaunitis albo Juda z Gamali (I wieku p.n.e./I wieku) – współzałożyciel stronnictwa zelotów. Jego rodzinne miasto znajdowało się na Wzgórzach Golan poza Galileą a przydomek Galilejczyk może pochodzić od miejsca, w którym działał.
W 6 n.e. po złożeniu z tronu (a konkretnie odsunięciu) etnarchy Archelaosa, syna Heroda Wielkiego, namiestnik Syrii Kwiryniusz przystąpił do realizacji cesarskiego spisu Żydów, niezbędnego do uregulowania podatków w nowej rzymskiej prowincji Judei. Arcykapłan Joazar syn Boetosa, próbował uspokoić wzburzoną ludność, jednak niezadowolenie utrzymywało się i Juda Galilejczyk nakłonił mieszkańców do buntu, wyrzucając im, że godzą się na płacenie Rzymianom podatków i że chcą podlegać władzy nie tylko samego Boga, lecz i Rzymian. Rewolta ta, przyczyniła się do powstania skrajnego odłamu nacjonalistów żydowskich, zwanych zelotami. Juda uformował to stronnictwo wespół z faryzeuszem Sadokiem. Zginął on podczas trwania tego powstania.
W czasach gdy Tyberiusz Juliusz Aleksander był prokuratorem Judei (46–48), kazał ukrzyżować dwóch synów Judy Galilejczyka, Jakuba i Szymona. Inny członek jego rodziny, Eleazar syn Jaira, być może jego wnuk, zginął podczas upadku Masady, a Menachem, syn lub jego wnuk, został zabity po długich torturach przez zwolenników arcykapłana Eleazara na początku powstania w 66 roku.
Juda Galilejczyk jest wspomniany w Dziejach Apostolskich. Gdy po śmierci Jezusa Chrystusa apostołowie Piotr i Jan stanęli przed Sanhedrynem za nauczanie, że zmartwychwstał, w ich obronie stanął Gamaliel Starszy, uczony w Torze. Podał przykład Judy, żeby zilustrować zasadę, że jeżeli ruch nie jest miły Bogu, to skazany jest na klęskę.

### Źródła
- Józef Flawiusz, Dawne dzieje Izraela, ks. XVII, rozdz. X, 5 i ks. XVIII, rozdz. I, 1 i 6
- Józef Flawiusz, Wojna żydowska, ks. II, rozdz. VIII, 1 i rozdz. XVII, 8
- Dzieje Apostolskie 5,35-37

### Tłumaczenia
Józef Flawiusz: Wojna żydowska. Z języka greckiego przełożył oraz wstępem i komentarzem opatrzył Jan Radożycki. Warszawa: Oficyna Wydawnicza "Rytm", 1992. ISBN 83-85249-09-5.

### Opracowania
- Geza Vermes, Kto był kim w czasach Jezusa, Warszawa 2006, str. 150-151, ISBN 83-241-2481-0
- Jewish Encyclopedia: JUDAS THE GALILEAN